# Copa Mundial de Hockey Femenino de 1978
La III Copa Mundial de Hockey Femenino se celebró desde el 16 al 24 de septiembre en Madrid, España. Países Bajos conquistó su segundo título tras vencer a Alemania Federal.

## Fase preliminar

### Grupo A
| Equipo               | J | G | E | P | GF | GC | DG  | PTS |
| -------------------- | - | - | - | - | -- | -- | --- | --- |
| Alemania Democrática | 4 | 4 | 0 | 0 | 22 | 1  | +21 | 8   |
| Bélgica              | 4 | 2 | 0 | 2 | 4  | 4  | 0   | 4   |
| España               | 4 | 2 | 0 | 2 | 7  | 10 | -3  | 4   |
| Japón                | 4 | 2 | 0 | 2 | 6  | 9  | -3  | 4   |
| Nigeria              | 4 | 0 | 0 | 4 | 3  | 18 | -15 | 0   |

- Resultados

| Fecha | Partido              | Partido | Partido | Resultado |
| ----- | -------------------- | ------- | ------- | --------- |
| 16.09 | España               | -       | Nigeria | 5-1       |
| 16.09 | Alemania Democrática | -       | Bélgica | 1-0       |
| 17.09 | España               | -       | Japón   | 2-1       |
| 17.09 | Alemania Democrática | -       | Nigeria | 10-1      |
| 19.09 | Bélgica              | -       | Nigeria | 1-0       |
| 19.09 | Alemania Democrática | -       | Japón   | 4-0       |
| 20.09 | Japón                | -       | Nigeria | 2-1       |
| 20.09 | Bélgica              | -       | España  | 1-0       |
| 21.09 | Japón                | -       | Bélgica | 3-2       |
| 21.09 | Alemania Democrática | -       | España  | 7-0       |
| 22.09 | Bélgica              | -       | España  | 2-0 *     |

* Partido de desempate para determinar al semifinalista.

### Grupo B
| Equipo         | J | G | E | P | GF | GC | DG  | PTS |
| -------------- | - | - | - | - | -- | -- | --- | --- |
| Países Bajos   | 4 | 4 | 0 | 0 | 15 | 3  | +12 | 8   |
| Argentina      | 4 | 3 | 0 | 1 | 6  | 4  | +2  | 6   |
| India          | 4 | 1 | 1 | 2 | 4  | 7  | -3  | 3   |
| Canadá         | 4 | 1 | 1 | 2 | 2  | 8  | -6  | 3   |
| Checoslovaquia | 4 | 0 | 0 | 4 | 2  | 7  | -5  | 0   |

- Resultados

| Fecha | Partido      | Partido | Partido        | Resultado |
| ----- | ------------ | ------- | -------------- | --------- |
| 16.09 | Argentina    | -       | Canadá         | 1-0       |
| 16.09 | Países Bajos | -       | India          | 4-1       |
| 17.09 | Argentina    | -       | India          | 2-1       |
| 17.09 | Países Bajos | -       | Checoslovaquia | 3-1       |
| 19.09 | Argentina    | -       | Checoslovaquia | 2-1       |
| 19.09 | India        | -       | Canadá         | 1-1       |
| 20.09 | Países Bajos | -       | Canadá         | 6-0       |
| 20.09 | India        | -       | Checoslovaquia | 1-0       |
| 21.09 | Países Bajos | -       | Argentina      | 2-1       |
| 21.09 | Canadá       | -       | Checoslovaquia | 1-0       |

## Semifinales
| Fecha | Partido              | Partido | Partido   | Resultado |
| ----- | -------------------- | ------- | --------- | --------- |
| 23.9  | Países Bajos         | -       | Bélgica   | 6-0       |
| 23.9  | Alemania Democrática | -       | Argentina | 1-0       |

## Tercer puesto
| Fecha | Partido   | Partido | Partido | Resultado |
| ----- | --------- | ------- | ------- | --------- |
| 24.9  | Argentina | -       | Bélgica | 0-0       |

## Final
| Fecha | Partido      | Partido | Partido              | Resultado |
| ----- | ------------ | ------- | -------------------- | --------- |
| 24.9  | Países Bajos | -       | Alemania Democrática | 1-0       |

|                                 |
| Bandera de los Países Bajos     |
| Campeón Países Bajos 2.º título |

## Plantel campeón
Países Bajos
- Toos Bax
- Suzan Bekker
- Madelon Belien
- Margriet Bleyerveld
- Fieke Boekhorst
- Bernadette de Beus
- Irene Hendriks
- Elsemiek Hillen
- Sandra Le Poole
- Julien Mahler
- Maria Mattheussen-Fikkers
- Lisette Sevens
- Anneke van Puffelen
- Nel van Kollenburg
- Sophie van Weiler
- Cathy Woudenberg-Schroder